# Фабіана Уденіо
Фабіана Уденіо (італ. Fabiana Udenio; 21 грудня 1964) — італійська акторка.

## Біографія
Фабіана Уденіо народилася 21 грудня 1964 року в Буенос-Айресі, виросла в Італії. У 14 років виграла конкурс «Miss Teen Italy». З 1985 по 1986 рік грала роль у серіалі «Одне життя, щоб жити». Знімалася у фільмах «Літня школа» (1987), «Наречена реаніматора» (1989), «Остін Паверс: Міжнародна людина-загадка» (1997).

## Особисте життя
З 1988 по 1995 рік була одружена з Джадсоном Скоттом. З 2004 по 2009 рік була у шлюбі з Робертом Маклеодом, народила сина Адріана Райса Маклеода (2006).

## Фільмографія
| Рік       |    | Українська назва                        | Оригінальна назва                           | Роль                        |
| --------- | -- | --------------------------------------- | ------------------------------------------- | --------------------------- |
| 1985—1986 | с  | Одне життя, щоб жити                    | One Life to Live                            | Гуліетта                    |
| 1986      | ф  | Міцні тіла 2                            | Hardbodies 2                                | Клео                        |
| 1987      | ф  | Літня школа                             | Summer School                               | Анна Марія Мазареллі        |
| 1989      | ф  | Наречена реаніматора                    | Bride of Re-Animator                        | Франческа Данеллі           |
| 1989      | с  | Чірс                                    | Cheers                                      | Марія                       |
| 1989      | с  | Валері                                  | Valerie                                     | Чіара                       |
| 1990      | с  | Кошмари Фредді                          | Freddy's Nightmares                         | Фабіана Макфейр             |
| 1990      | с  | Квантовий стрибок                       | Quantum Leap                                | Єва Панціні                 |
| 1990      | ф  | Робот-поліцейський 2                    | RoboCop 2                                   | дівчина у кремі для засмаги |
| 1991      | ф  | Дипломатична недоторканність            | Diplomatic Immunity                         | Тереза Ескобал              |
| 1992      | тф | Секрети                                 | Secrets                                     | Беттс Мандовіні             |
| 1993      | тф | Подорож до центру Землі                 | Journey to the Center of the Earth          | Сандра Міллер               |
| 1993      | с  | Рятівники Малібу                        | Baywatch                                    | Лена Фіорі                  |
| 1994      | с  | Вокер, техаський рейнджер               | Walker, Texas Ranger                        | Марія Алкантар              |
| 1994      | ф  | Армійські пригоди                       | In the Army Now                             | Габріелла                   |
| 1994—1998 | с  | Вавилон 5                               | Babylon 5                                   | Адіра Тайрі                 |
| 1994      | с  | Відступник                              | Renegade                                    | Камілла                     |
| 1994      | с  | Палаючи пристрастю                      | Hearts Afire                                | Наташа Френсіс              |
| 1995      | с  | Поліція Нью-Йорка                       | NYPD Blue                                   | Рамона Костелло             |
| 1995      | с  | Супроводжуючий                          | Pointman                                    | Ріта                        |
| 1995      | с  | Крила                                   | Wings                                       | Тереза                      |
| 1996      | с  | Кароліна в Нью-Йорку                    | Caroline in the City                        | Донна                       |
| 1996      | с  | Шоу Джона Ларрокетта                    | The John Larroquette Show                   | Пауліна Бішоп               |
| 1997      | с  | Новий Орлеан                            | The Big Easy                                | Валерія                     |
| 1997      | ф  | Остін Паверс: Міжнародна людина-загадка | Austin Powers: International Man of Mystery | Алотта Фагіна               |
| 1998      | с  | Найтмен                                 | Night Man                                   | Рейчел Ланг                 |
| 1998      | с  | Ейр Америка                             | Air America                                 | Ізабелла Фелліні            |
| 1999      | с  | Смертельна битва: Завоювання            | Mortal Kombat: Conquest                     | Крія                        |
| 1999      | с  | Чудова сімка                            | The Magnificent Seven                       | Інез Рікіос                 |
| 1999—2000 | с  | Амазонія                                | Amazon                                      | Піа Клейр                   |
| 2005      | с  | Зої 101                                 | Zoey 101                                    | Монік                       |
| 2008      | с  | Місце злочину: Маямі                    | CSI: Miami                                  | Аманда Раваро               |
| 2008—2011 | с  | 90210: Нове покоління                   | 90210                                       | Атоса Шіразі                |